# Арифметическая группа
Арифметическая группа — это группа, получаемая как целые точки алгебраической группы, например, {\displaystyle \mathrm {SL} _{2}(\mathbb {Z} ).} Арифметические группы возникают естественным образом при изучении арифметических свойств квадратичных форм и других классических областей теории чисел. Они также являются источником для очень интересных примеров римановых многообразий, а потому представляют интерес для дифференциальной геометрии и топологии. Наконец, эти две области объединяются в теорию автоморфных форм, которая является фундаментальной в современной теории чисел.

## История
Одним из источников математической теории арифметических групп является алгебраическая теория чисел. Классическую теорию приведения квадратичных и эрмитовых форм Шарля Эрмита, Германа Минковского и других можно рассматривать как вычисление фундаментальных областей действий некоторых арифметических групп на соответствующих симметрических пространствах. Эта область была связана с геометрией чисел Минковского и ранними разработками в изучении арифметических инвариантов числовых полей, таких как дискриминант. Арифметические группы можно рассматривать как сильное обобщение групп единиц числовых полей на некоммутативные условия.
Те же группы появляются также в аналитической теории чисел при изучении классических модулярных форм и при разработке их обобщений. Конечно, две области были связаны, как можно видеть в примере лагландовского вычисления объёма некоторых фундаментальных областей с помощью аналитических методов. Кульминацией этой классической теории была работа Зигеля, который показал во многих случаях конечность объёма фундаментальной области.
Для развития современной теории была необходима подготовительная работа и эту работу в области алгебраических групп сделали Арман Борель, Андре Вейль, Жак Титс и другие. Вскоре после этого Борель и Хариш-Чандра доказали конечность кообъёма в полной общности. Тем временем наблюдался прогресс в общей теории решёток в группах Ли, который обеспечили работы Атле Сельберга, Григория Маргулиса и Давида Каждана, М. С. Рагунатана и других. Современное положение после этого периода было зафиксировано в трактате Рагунатана, опубликованном в 1972.
В семидесятых годах Маргулис революционизировал эту область, доказав, что в «большинстве» случаев арифметические построения применимы ко всем решёткам в данной группе Ли. Некоторые ограниченные результаты в этом направлении были получены ранее Селбергом, но методы Маргулиса (использование эргодических теоретических средств для действия на однородные пространства) были совершенно новыми в этом контексте и оказали крайне высокое влияние на последующих исследователей, эффективно обновляя старую дисциплину геометрии чисел, что позволило самому Маргулису доказать гипотезу Оппенгейма. Более строгие результаты (Теоремы Ратнер) были позднее получены Мариной Ратнер.
В другом направлении, классическая теория модулярных форм расцвела в виде современной теории автоморфных форм. Движущей силой этого расцвета в большей части была программа, предложенная Робертом Ленглендсом. Одним из основных средств, используемых здесь, является формула следов, представленная в работе Селберга и развитая для более общих условий Джеймсом Артуром.
Наконец, арифметические группы часто используются для построения интересных примеров локально симметричных римановых многообразий. Особенно активно исследования проводились в области арифметических гиперболических 3-многообразий, о которых Тёрстон писал: «...часто имеют особую красоту».

## Определение и построение

### Арифметические группы
Если {\displaystyle \mathrm {G} } является алгебраической подгруппой группы {\displaystyle \mathrm {GL} _{n}(\mathbb {Q} )} для некоторого {\displaystyle n}, то мы можем определить арифметическую подгруппу группы {\displaystyle \mathrm {G} (\mathbb {Q} )} как группу целых точек {\displaystyle \Gamma =\mathrm {GL} _{n}(\mathbb {Z} )\cap \mathrm {G} (\mathbb {Q} )}. В общем случае не очевидно, как точно определить понятие «целых точек» {\displaystyle \mathbb {Q} }-группы, а подгруппа, определённая выше, может меняться, если мы возьмём другое вложение {\displaystyle \mathrm {G} \to \mathrm {GL} _{n}(\mathbb {Q} ).}
Тогда лучшее определение понятия — взять в качестве определения арифметической подгруппы группы {\displaystyle \mathrm {G} (\mathbb {Q} )} любую группу {\displaystyle \Lambda }, которая соизмерима (это значит, что как {\displaystyle \Gamma /(\Gamma \cap \Lambda )}, так и {\displaystyle \Lambda /(\Gamma \cap \Lambda )} являются конечными множествами) с группой {\displaystyle \Gamma }, определённой выше (с учётом любого вложения в {\displaystyle \mathrm {GL} _{n}}). По этому определению с алгебраической группой {\displaystyle \mathrm {G} } ассоциирован набор «дискретных» подгрупп, соизмеримых друг с другом.

### Использование числовых полей
Естественным обобщением вышеприведённого построения является следующее: пусть {\displaystyle F} — числовое поле с кольцом целых {\displaystyle O}, а {\displaystyle \mathrm {G} } — алгебраическая группа над {\displaystyle F}. Если нам задано вложение {\displaystyle \rho :\mathrm {G} \to \mathrm {GL} _{n}}, определённое над {\displaystyle F}, то подгруппа {\displaystyle \rho ^{-1}(\mathrm {GL} _{n}(O))\subset \mathrm {G} (F)} может быть с полным основанием названа арифметической группой.
С другой стороны, класс групп, полученных таким образом, не больше, чем класс арифметических групп, определённых выше. Более того, если мы рассмотрим алгебраическую группу {\displaystyle \mathrm {G} '} над {\displaystyle \mathbb {Q} }, полученную ограничением скаляров из {\displaystyle F} в {\displaystyle \mathbb {Q} }, и {\displaystyle \mathbb {Q} }-вложение {\displaystyle \rho ':\mathrm {G} '\to \mathrm {GL} _{dn}}, порождённое {\displaystyle \rho } (где {\displaystyle d=[F:\mathbb {Q} ]}), то группа, построенная выше, совпадает с {\displaystyle (\rho ')^{-1}(\mathrm {GL} _{nd}(\mathbb {Z} ))}.

## Примеры
Классическим примером арифметической группы является {\displaystyle \mathrm {SL} _{n}(\mathbb {Z} )} или тесно связанные группы {\displaystyle \mathrm {PSL} _{n}(\mathbb {Z} )}, {\displaystyle \mathrm {GL} _{n}(\mathbb {Z} )} и {\displaystyle \mathrm {PGL} _{n}(\mathbb {Z} )}. Для {\displaystyle n=2} группа {\displaystyle \mathrm {PSL} _{2}(\mathbb {Z} )} или, иногда, {\displaystyle \mathrm {SL} _{n}(\mathbb {Z} )}, называется модулярной группой, так как она связана с модулярной кривой. Похожими примерами являются модулярные группы Зигеля {\displaystyle \mathrm {Sp} _{2g}(\mathbb {Z} )}.
Другие хорошо известные и изученные примеры — группы Бианки {\displaystyle \mathrm {SL} _{2}(O_{-m})}, где {\displaystyle m>0} является свободным от квадратов целым, а {\displaystyle O_{-m}} является кольцом целых в поле {\displaystyle \mathbb {Q} ({\sqrt {-m}})}, и модулярные группы Гильберта — Блюметраля {\displaystyle \mathrm {SL} _{2}(O_{m})}.
Другие классические примеры задаются целыми элементами в ортогональной группе квадратичных форм, определённых над числовым полем, например, {\displaystyle \mathrm {SO} (n,1)(\mathbb {Z} )}. Связанное построение — выбор групп единиц порядков в алгебрах кватернионов над числовыми полями (например, порядок кватернионов Гурвица). Похожие построения можно осуществить с унитарными группами эрмитовых форм и хорошо известным примером является модулярная группа Пикарда.

## Арифметические решётки в полупростых группах Ли
Когда {\displaystyle G} является группой Ли, можно определить арифметическую решётку в {\displaystyle G} следующим образом: для любых алгебраических групп {\displaystyle \mathrm {G} }, определённых над {\displaystyle \mathbb {Q} }, таких, что существует морфизм {\displaystyle \mathrm {G} (\mathbb {R} )\to G} с компактным ядром, образ арифметической подгруппы в {\displaystyle \mathrm {G} (\mathbb {Q} )} является арифметической решёткой в {\displaystyle G}. Поэтому, например, если {\displaystyle G=\mathrm {G} (\mathbb {R} )} и {\displaystyle G} являются подгруппами {\displaystyle \mathrm {GL} _{n}}, то {\displaystyle G\cap \mathrm {GL} _{n}(\mathbb {Z} )} является арифметической решёткой в {\displaystyle G} (однако существует много больше решёток, соответствующих другим вложениям). Например, {\displaystyle \mathrm {SL} _{n}(\mathbb {Z} )} является арифметической решёткой в {\displaystyle \mathrm {SL} _{n}(\mathbb {R} )}.

### Теорема Бореля — Хариш-Чандры
Решётка в группе Ли обычно определяется как дискретная подгруппа с конечным кообъёмом. Терминология, представленная выше, сцеплена с этой, поскольку теорема, принадлежащая Борелю и Хариш-Чандре, утверждает, что арифметическая подгруппа в полупростой группе Ли имеет конечный кообъём (дискретность очевидна).
Теорема более точна, она утверждает, что арифметическая решётка является кокомпактной тогда и только тогда, когда «форма» группы {\displaystyle G}, используемая для её определения (т.е. {\displaystyle \mathbb {Q} }-группа {\displaystyle \mathrm {G} }) анизотропна. Например, арифметическая решётка, ассоциированная с квадратичной формой от {\displaystyle n} переменных над {\displaystyle \mathbb {Q} }, будет кокомпактной в ассоциированной ортогональной группе тогда и только тогда, когда квадратичная форма не обращается в нуль в любой точке на {\displaystyle \mathbb {Q} ^{n}\setminus \{0\}}.

### Теорема Маргулиса об арифметичности
Блистательный результат, полученный Маргулисом, является частичным обращением теоремы Бореля — Хариш-Чандры: для определённых групп любая решётка является арифметической. Этот результат верен для всех неприводимых решёток в полупростых группах Ли вещественного ранга, большего двух. Например, все решётки в {\displaystyle \mathrm {SL} _{n}(\mathbb {R} )} являются арифметическими, если {\displaystyle n\geqslant 3}. Главным новым элементом, который использовал Маргулис для доказательства теоремы, была супержёсткость решёток в группах высокого ранга, которую он доказал для получения своего результата.
Неприводимость играет роль, только если {\displaystyle G} имеет множитель с вещественным рангом единица (в противном случае теорема выполняется всегда) и не проста. Это означает, что для любого разложения {\displaystyle G=G_{1}\times G_{2}} решётка несоизмерима с произведением решёток в каждом множителе {\displaystyle G_{i}}. Например, решётка {\displaystyle \mathrm {SL} _{2}(\mathbb {Z} [{\sqrt {2}}])} в {\displaystyle \mathrm {SL} _{2}(\mathbb {R} )\times \mathrm {SL} _{2}(\mathbb {R} )} неприводима, в то время как {\displaystyle \mathrm {SL} _{2}(\mathbb {Z} )\times \mathrm {SL} _{2}(\mathbb {Z} )} таковой не является.
Теорема Маргулиса об арифметичности (и супержёсткости) выполняется для некоторых групп Ли ранга 1, а именно {\displaystyle \mathrm {Sp} (n,1)} для {\displaystyle n\geqslant 1} и исключительной группы {\displaystyle F_{4}^{-20}}. Известно, что теорема не выполняется для всех групп {\displaystyle \mathrm {SO} (n,1)} для {\displaystyle n\geqslant 2} и для {\displaystyle \mathrm {SU} (n,1)} при {\displaystyle n=1,2,3}. Не известны неарифметические решётки в группах {\displaystyle \mathrm {SU} (n,1)}, если {\displaystyle n\geqslant 4}.

### Арифметические фуксовы и кляйновы группы
Арифметическая фуксова группа строится из следующих данных: чисто вещественное числовое поле {\displaystyle F}, алгебра кватернионов {\displaystyle A} над {\displaystyle F} и порядок {\displaystyle {\mathcal {O}}} в {\displaystyle A}. Требуем, чтобы для одного вложения {\displaystyle \sigma :F\to \mathbb {R} } алгебра {\displaystyle A^{\sigma }\otimes _{F}\mathbb {R} } была изоморфна матричной алгебре {\displaystyle M_{2}(\mathbb {R} )}, а все остальные должны быть изоморфны кватернионам Гамильтона. Тогда группа единиц {\displaystyle {\mathcal {O}}^{1}} является решёткой в {\displaystyle (A^{\sigma }\otimes _{F}\mathbb {R} )^{1}}, которая изоморфна {\displaystyle \mathrm {SL} _{2}(\mathbb {R} )} и кокомпактна во всех случаях, за исключением случаев, когда {\displaystyle A} является матричной алгеброй над {\displaystyle \mathbb {Q} }. Все арифметические решётки в {\displaystyle \mathrm {SL} _{2}(\mathbb {R} )} получаются таким образом (с точностью до соизмеримости).
Арифметические кляйновы группы строятся аналогично, за исключением того, что от {\displaystyle F} требуется наличие в точности одного комплексного места, а для всех вещественных мест {\displaystyle A} должны быть кватернионами Гамильтона. Они исчерпывают все арифметические классы соизмеримости в {\displaystyle \mathrm {SL} _{2}(\mathbb {C} ).}

### Классификация
Для любой простой полупростой группы Ли {\displaystyle G}, теоретически, возможно классифицировать (с точностью до соизмеримостью) все арифметические решётки в {\displaystyle G}, аналогично случаям {\displaystyle G=\mathrm {SL} _{2}(\mathbb {R} ),\mathrm {SL} _{2}(\mathbb {C} )}, описанным выше. Это сводится к классификации алгебраических групп, вещественные точки которых изоморфны с точностью до компактного множителя группе {\displaystyle G}.

### Задача о конгруэнтной подгруппе
Конгруэнтная подгруппа является (грубо говоря) подгруппой арифметической группы, определённой выбором всех матриц, удовлетворяющих некоторым уравнениям по модулю целого числа, например, выбором группы 2 х 2 целочисленных матриц с диагональными (соответственно, внедиагональными) элементами, конгруэнтными 1 (соответственно, 0) по модулю положительного целого числа. Они всегда являются подгруппами конечного индекса, а задача о конгруэнтной подгруппе, грубо говоря, спрашивает, получаются ли все подгруппы таким образом. Гипотеза (обычно приписываемая Серру), утверждает, что это верно для (неприводимых) решёток в группах высокого ранга и неверно для групп ранга единица. Гипотеза остаётся открытой в такой общности, но имеется много результатов, устанавливающую верность гипотезы для конкретных решёток (для положительного и отрицательного случаев).

## S{\displaystyle S}-арифметические группы
Вместо выбора целых точек в определении арифметической решётки можно взять точки, которые являются целыми только вне конечного набора простых чисел. Это ведёт к понятию {\displaystyle S}-арифметической решётки (где {\displaystyle S} означает набор чисел, обратных простым). Прототипичным примером является {\displaystyle \mathrm {SL} _{2}\left(\mathbb {Z} \left[{\tfrac {1}{p}}\right]\right)}. Они являются естественными решётками в некоторых топологических группах, например, {\displaystyle \mathrm {SL} _{2}\left(\mathbb {Z} \left[{\tfrac {1}{p}}\right]\right)} является решёткой в {\displaystyle \mathrm {SL} _{2}(\mathbb {R} )\times \mathrm {SL} _{2}(\mathbb {Q} _{p}).}

### Определение
Формальное определение {\displaystyle S}-арифметической группы для конечного множества простых чисел {\displaystyle S} такое же, что и для арифметических групп с {\displaystyle \mathrm {GL} _{n}(\mathbb {Z} )}, заменённым на {\displaystyle \mathrm {GL} _{n}\left(\mathbb {Z} \left[{\tfrac {1}{N}}\right]\right)}, где {\displaystyle N} является произведением простых в {\displaystyle S}.

### Решётки в группах Ли над локальными полями
Теорема Бореля — Хариш-Чандры обобщается на {\displaystyle S}-арифметические группы следующим образом: если {\displaystyle \Gamma } является {\displaystyle S}-арифметической группой группы в {\displaystyle \mathbb {Q} }-алгебраической группе {\displaystyle \mathrm {G} }, то {\displaystyle \Gamma } является решёткой в локально компактной группе
{\displaystyle G=\mathrm {G} (\mathbb {R} )\times \prod _{p\in S}\mathrm {G} (\mathbb {Q} _{p})}.

## Некоторые приложения

### Явные экспандеры
Арифметические группы со свойством (T) Каждана или более слабым свойством ({\displaystyle \tau }) Любоцкого и Циммера можно использовать для построения экспандеров (Маргулис) или чётных графов Рамануджана (Любоцкий — Филлипс — Сарнак). Известно, что такие графы существуют в изобилии согласно вероятностным доводам, но явная природа таких построений делают их интересными.

### Экстремальные поверхности и графы
Известно, что конгруэнтность накрытий арифметических поверхностей приводит к поверхностям с большим радиусом инъективности. Подобным же образом графы Рамануджана, построенные Любоцким, Филлипсом и Сарнаком, имеют большой обхват. Известно, что из свойства Рамануджана вытекает, что локальные обхваты графа почти всегда большие.

### Изоспектральные многообразия
Арифметические группы могут быть использованы для построения изоспектральных многообразий. Впервые это построение реализовала Мари-Франс Винера и вскоре после этого появились различные варианты её построения. Задача изоспектральности является, фактически, очень пригодной для изучения в ограниченных условиях арифметических многообразий.

### Ложные проективные плоскости
Ложная проективная плоскость — это комплексная поверхность, которая имеет те же числа Бетти, что и проективная плоскость {\displaystyle \mathbb {P} ^{2}(\mathbb {C} )}, но не биголоморфна ей. Первый пример такой плоскости нашёл Мамфорд. Согласно труду Клинглера (независимо проверенного Енгом) все они являются факторпространствами 2-шара по арифметическим решёткам в {\displaystyle \mathrm {PU} (2,1)}. Возможные решётки классифицировали Прасад и Енг, а завершили классификацию Картрайт и Стигер, проверившие, что они действительно соответствуют ложным проективным плоскостям.